# Cosa fare a Faenza quando sei morto
Cosa fare a Faenza quando sei morto è un libro umoristico di Gene Gnocchi, edito nel 2015 per Bompiani.
Il titolo è una parodia del film statunitense Cosa fare a Denver quando sei morto.

## Trama
(Gene Gnocchi)

## Edizioni
- Gene Gnocchi, Cosa fare a Faenza quando sei morto, Bompiani, 2015, ISBN 978-88-452-7875-4.